# Koorkerk
De Koorkerk is een deel van de vroegere abdij van Middelburg. De kerk wordt zo genoemd omdat ze bestaat uit het koor van de abdijkerk; de rest van de kerk vormt de Nieuwe Kerk. Tot de Reformatie was de kerk gereserveerd voor de monniken en de Nieuwe Kerk voor parochianen.
De eenbeukige kerk dateert uit het begin van de veertiende eeuw, maar de noordmuur bevat nog resten uit de dertiende eeuw. Het is een eenvoudige kerk die gebouwd is in de stijl van de Vlaamse baksteengotiek. Het interieur van de kerk is opmerkelijk sober, maar bijzonder licht door de hoge vensters. In een van de muurnissen ligt waarschijnlijk de Rooms-koning Willem II (gestorven in 1256) begraven.
Na een brand in 1568 werd het toenmalig houten gewelf vervangen door een stenen netgewelf.  Tijdens het bombardement van 17 mei 1940 werd de Koorkerk gedeeltelijk verwoest, maar na de Tweede Wereldoorlog werd hij gerestaureerd. 
De zeventiende-eeuwse preekstoel is bij de restauratie geschonken afkomstig uit de Zuiderkerk in Amsterdam.  In de kerk staat sinds 1952 tegen de noordwand het kastwerk van Nederlands oudste orgel, het Peter Gerritsz-orgel afkomstig uit de Nicolaïkerk te Utrecht. Het hoofdwerk (1478–1481) is van meester Pieter Gerritzoon. De herkomst van het rugwerk (1560) is onbekend. De orgelkast is aan de kerk uitgeleend door het Rijksmuseum Amsterdam en in 2011 is er een poging gedaan de kast weer naar Utrecht terug te brengen. 
Aanvankelijk was het de bedoeling het Peter Gerritsz-orgel te restaureren. Dit bleek niet mogelijk en in 1969 is tegen de westmuur een orgel geplaatst gebouwd door de firma Van Vulpen.
In de Koorkerk kerkt anno 2018 de Vrijzinnige (hervormde) Protestantse gemeente Middelburg samen met de Remonstrantse Gemeente Midden-Zeeland.